# École supérieure des techniques aéronautiques et de construction automobile
École supérieure des techniques aéronautiques et de construction automobile (ESTACA) är en fransk ingenjörsskola som grundades 1925.
ESTACA är en privat skola som utbildar ingenjörer med inriktning på transportområdet. Förutom utbildningsverksamhet bedriver skolan även tillämpad forskning inom flygteknik, bilindustri, rymdteknik, styrda transporter och sjöfart.
Skolan är belägen i Montigny-le-Bretonneux och Laval och är erkänd av staten. Den 25 september 2012 anslöt sig skolan till Groupe ISAE.

## Berömda akademiker
- François-Xavier Demaison, fransk ingenjör
- Rémi Taffin, teknisk direktör för motorer för franska Formel 1
- Frédéric Vasseur, fransk ingenjör